# 撞擊坑計數

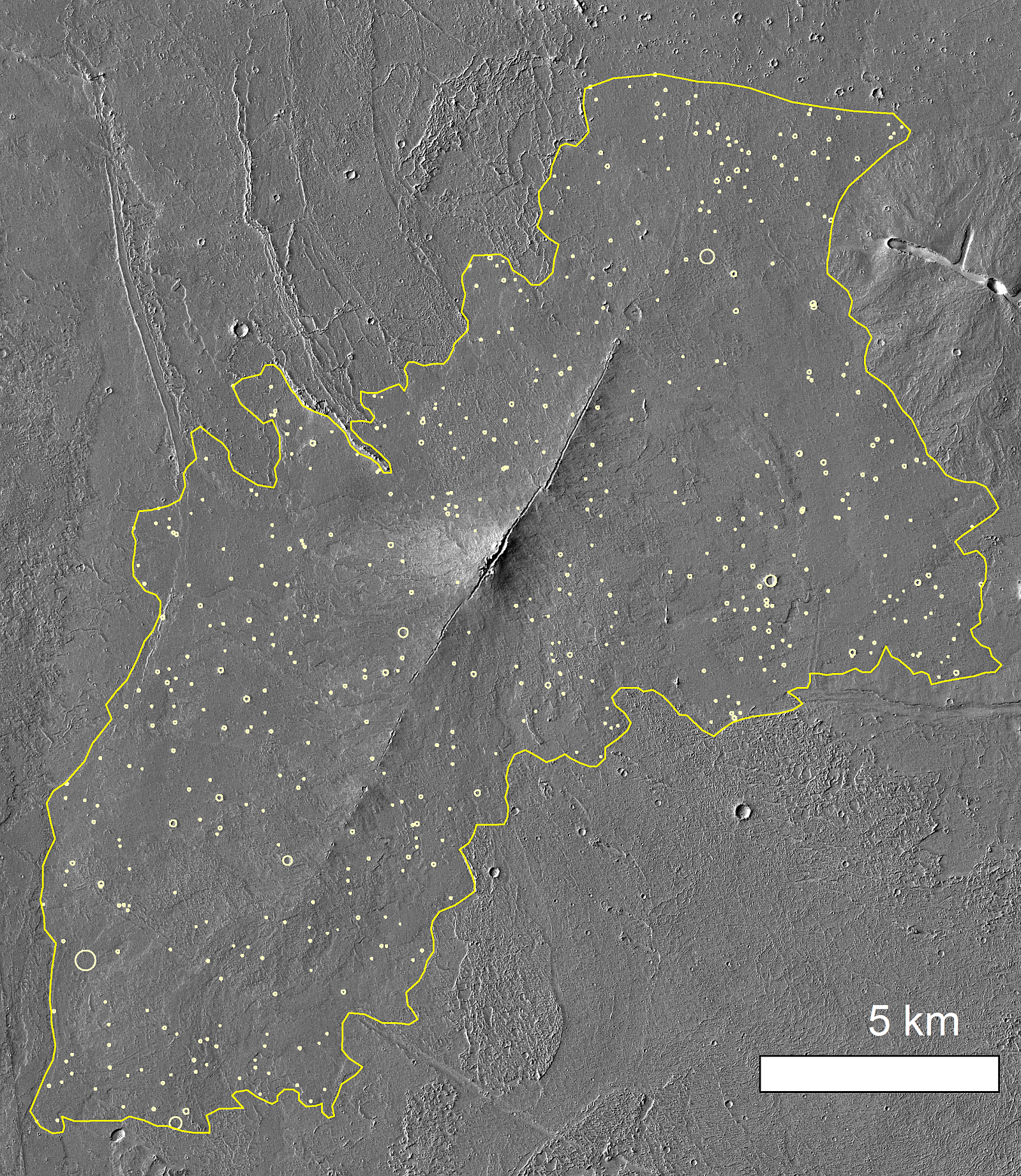
撞擊坑計數

撞擊坑計數（Crater counting）是一種估計行星表面年代的方式。這種定年方式是基於行星新形成的表面沒有撞擊坑的假設，而且撞擊坑是以一定比率累積增加。本方法已被從月球帶回的岩石樣本年代作為基準進行修正過。

## 火星上的撞擊坑計數
在火星上地質年代相對年輕的表面區域如果基於此法估計年代，則會被大量的次級撞擊坑（Secondary crater）所困擾。例如產生祖尼爾撞擊坑（Zunil crater）的撞擊也會同時產生大約一百個次級撞擊坑，有些和主要撞擊坑的距離甚至遠達一千公里。如果類似的撞擊也產生了數量相當的次級撞擊坑，這可能代表火星表面一個特定的無撞擊坑區域在形成後尚未被一個少見巨大撞擊的噴發物影響，而不是經歷了相對較小的撞擊事件。

## 延伸閱讀
- McEwen, A; Bierhaus, E. . Annual Review of Earth and Planetary Sciences. 2006, 34: 535–567. doi:10.1146/annurev.earth.34.031405.125018.
- William K. Hartmann, William K. Hartmann; Gerhard Neukum, Gerhard Neukum,  (PDF), Space Science Reviews, 2001, 96 (1-4): 165–194  [2011-01-18], doi:10.1023/A:1011945222010, （原始内容 (PDF)存档于2009-01-05）

## 外部連結
- Introduction to Cratering Studies （页面存档备份，存于）